# حسين قدس نخعي
حسين قدس نخعي (1894 في قرية سنور التابعة لمحافظة مازندران - 30 ديسمبر 1977 في مدينة شيراز). هو سياسي و دبلوماسي إيراني . شغل نخعي عدة مناصب منها سفير إيران لدى جمهورية العراق مابين عامي 1954 و 1957 كما شغل كذلك منصب وزير خارجية إيران لمدة شهر واحد مابين 1 ديسمبر من سنة 1960 إلى يوم 30 ديسمبر من نفس السنة.